# Justus Ström
Valter Justus Ström, född den 1 juni 1902 i Karlstad, död den 15 oktober 1987 i Stockholm, var en svensk läkare. Han var Sveriges förste professor inom akut infektionssjukvård, vid installationen 1965 i klinisk epidemiologi, det som sedan blivit infektionssjukdomar.

## Biografi
Ström blev medicine licentiat 1930 och inriktade sig på barnmedicin, inom vilket område han disputerade vid Karolinska Institutet 1935 på en avhandling om kräkningar med ketonemi (förhöjd ketonhalt i blodet) hos barn varpå han blev docent i pediatrik 1936. År 1945 tillträdde han som överläkare och styresman för Stockholms epidemisjukhus (Roslagstulls sjukhus), ett uppdrag han bibehöll till pensioneringen 1967. Under den tiden genomgick sjukhuset en dynamisk utveckling inom diagnostik, förebyggande åtgärder och behandling av och mot infektionssjukdomar. 

## Verksamhet
Ström var som pediatriker med sitt sociala engagemang och humanistiska synsätt särskilt intresserad av barnhälsovård och gjorde pionjära insatser bland annat som föredragande i barnavårdsärenden hos Medicinalstyrelsen under åren 1939-67 där han även sedan 1950 var ledamot i dess vetenskapliga råd. I samarbete med Medicinalstyrelsens mångårige generaldirektör Axel Höjer skapades och byggdes barnavårdscentraler upp i landet. Vaccinationsprogram utvecklades liksom skolhälsovården; liksom ett ytterligare exempel - registrering av amningsfrekvens.
Ström var bland de första i Sverige som uppmärksammade och publicerade internationellt, att dåtidens kikhostevaccin kunde orsaka allvarliga hjärnskador inklusive dödsfall, en observation som till en början starkt ifrågasattes bland kolleger. 
Inom infektionsmedicin var Ström en nydanare i Sverige, som gav specialitén en akademisk prägling. Medicinarundervisningen utvecklade han från det tidiga 1950-talets krigsepidemiologi till ämnet infektionssjukdomar med problembaserad undervisning och falldiskussioner grundat på ett infektionsepidemiologiskt synsätt. Han skrev den första mer omfattande läroboken i infektionsmedicin på svenska, Akuta infektionssjukdomar, där Ströms egna erfarenheter gav boken en personlig touch. När förordet till boken skulle skrivas skedde för övrigt smittkoppsutbrottet i Stockholm 1963, vid vilket Ström kom att leda bekämpningen. Ett decennium tidigare hade han lett bekämpningen av både salmonella- och polioepidemierna i Stockholm. Båda orsakas av bristande livsmedelshygien och vid den första fylldes Epidemisjukhuset med svårt salmonellasjuka människor. Vid den andra, polioepidemin, fylldes sjukhuset av vad som var ännu värre, av förlamade patienter, inklusive de med total andningsförlamning. Carl Gunnar Engström var då relativt nyrekryterad läkare, som utvecklade prototypen till övertrycksrespiratorn, den så kallade Engströmsrespiratorn, som kom att helt ersätta "järnlungan".